# Ioan Sturdza

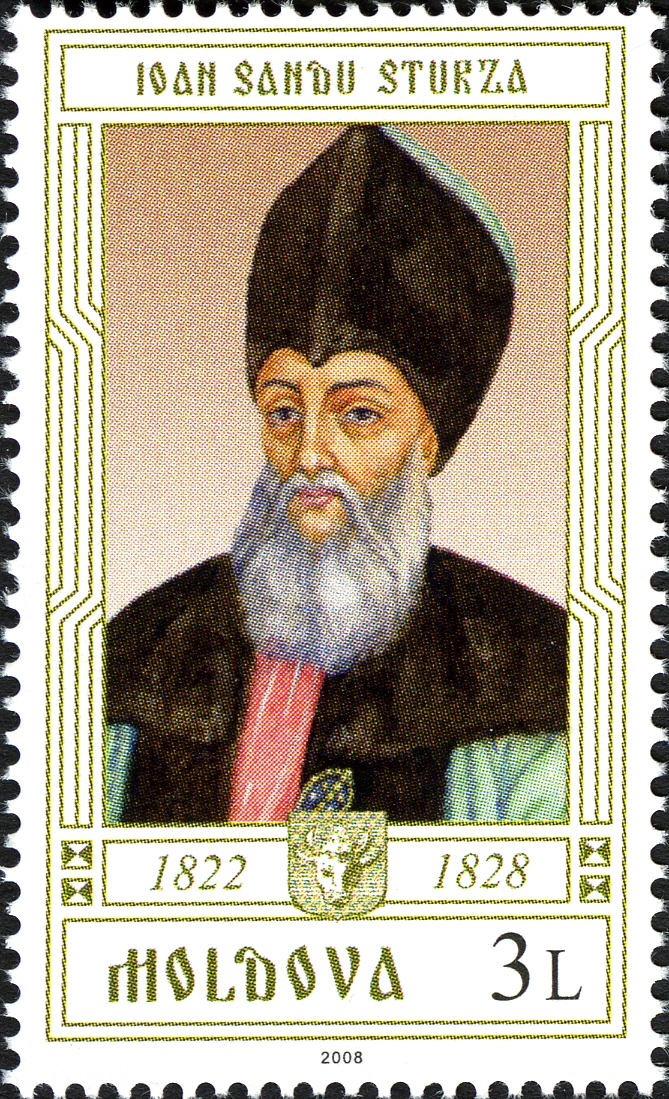

Ioan  Sturdza, Stourdza ou  Sturza ou  Ioniţă Sandu Sturdza (romeno)  (1761/1762 - 2 de Fevereiro de 1842) foi Príncipe da Moldávia de 1822 a 1828.
Ioan Sturdza era filho de Alexandru Sturdza, uma família da pequena nobreza moldava.
O príncipe Ioan Sturdza era o pai de:
- princesa Elena Sturdza, esposa de Grigore V Ghica